# Mycale minima
Mycale minima är en svampdjursart som först beskrevs av Waller 1880.  Mycale minima ingår i släktet Mycale och familjen Mycalidae. Inga underarter finns listade i Catalogue of Life.